# Hopfenbach (Chamb)
Der Hopfenbach (tschechisch Rybniční potok), am Oberlauf früher Schneiderhofer Bach, ist ein rechter Zufluss des Chamb in Tschechien und Deutschland.

## Verlauf
Der Rybniční potok entspringt südlich von Filipova Hora in der Všerubská vrchovina. Seine Quelle befindet sich am östlichen Fuße der Halovska (644 m n.m.) bzw. nördlich der Přední skála (607 m n.m.) im Naturpark Český les. Auf seinem Oberlauf fließt der Bach anfänglich nach Osten und  dann in nordöstlicher Richtung an Filipova Hora vorbei nach Krásnice. Dort wendet sich der Rybniční potok nach Südosten und durchfließt Mlýneček (Stallung). Anschließend führt sein Lauf in südlicher Richtung westlich der Pařezovka (Sauberg, 483 m n.m.) und des Tetřívek (480 m n.m.) sowie an den Wüstungen Buchar (Puchermühle) und Myslív (Schneiderhof) vorbei durch ein breites Wiesental. Südwestlich von Všeruby wird der Rybniční potok zwischen dem Šibeničník (Galgenberg, 472 m n.m.) und dem U Hranic (451 m n.m.) in der Wüstung Na Rybníce (Weihermühle) im Teich Myslívský rybník (Schneiderhofer Teich) gestaut. Danach fließt er westlich der ehemaligen Grenzübergangsstelle Všeruby-Eschlkam über die tschechisch-deutsche Grenze. Nach neun Kilometern mündet der Hopfenbach bei der Seugenhofer Mühle in den Chamb. Der tschechische Anteil des Bachlaufes hat eine Länge von acht Kilometern, der deutsche von einem Kilometer.

## Zuflüsse
- Bělohradský potok (l), oberhalb von Buchar

## Durchflossene Teiche
- Myslívský rybník, bei Na Rybníce